# 康斯坦茨县
康斯坦茨县（Landkreis Konstanz）是德国巴登-符腾堡州的一个县，隶属于弗赖堡行政区，首府康斯坦茨。

## 地理
康斯坦茨县北面与图特林根县，东北面与锡格马林根县（蒂宾根行政区），东面与博登湖县（蒂宾根行政区）和博登湖，南面与瑞士图尔高州，西面与瑞士沙夫豪森州，西北面与黑林山-巴尔县相邻。